# Søren Espersen

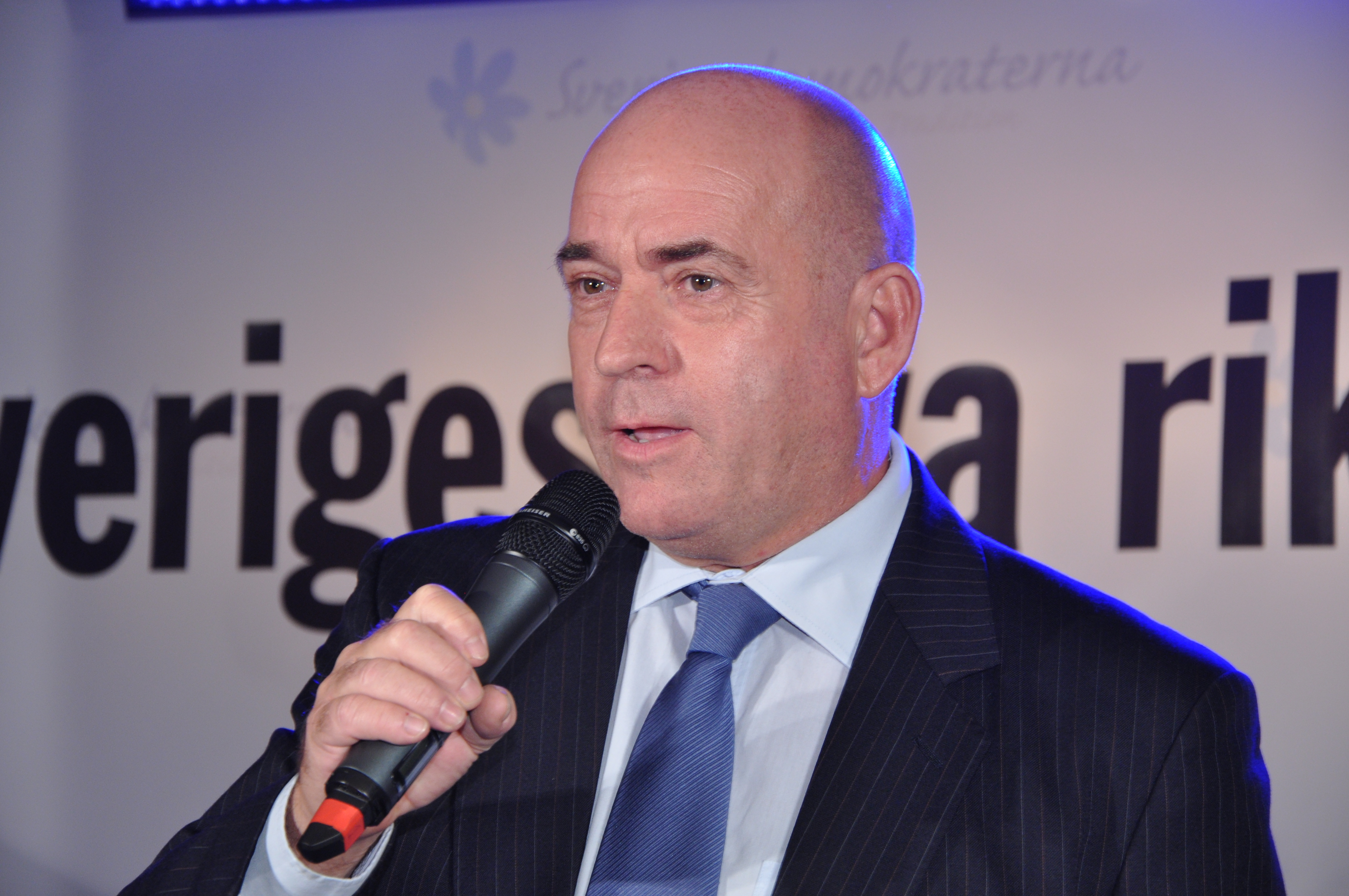
Søren Espersen

Søren Espersen (* 20. Juli 1953) ist ein dänischer Journalist und Politiker. Er war stellvertretender Vorsitzender der rechtspopulistischen Dansk Folkeparti, aus der er im Juni 2022 austrat. Seit 2005 ist er Mitglied im Folketing.

## Kindheit und heutiges Leben
Søren Espersen, Sohn von Peder Christian Espersen, wuchs in Svenstrup auf. Nach seinem Abitur im Jahr 1973 absolvierte er bei der dänischen Marine seinen Wehrdienst. Danach studierte er Theologie an der Universität Kopenhagen. Nachdem er eine Journalistenschule besuchte, war er Angestellter von Berlingske Tidende sowie von Billed-Bladet. Die Dansk Folkeparti ernannte ihn im Jahr 1997 zum parteieigenen Pressereferenten. Auch gehörte Espersen dem Verwaltungsrat von Danmarks Radio an.
Mit seiner in England geborenen Frau hat er fünf Kinder.

## Politische Positionen

### Deutsch-dänische Grenze
In einem Interview mit einem dänischen Fernsehsender brachte er zum Ausdruck, dass er einen Anschluss Südschleswigs an Dänemark für wünschenswert halten würde, wobei die dänisch-deutsche Grenze an die Eider verlegt werden würde.

### Islam
Laut Aussage von Søren Espersen ist der Islam sowohl als Religion „und nicht nur der politische Islamismus“ nicht mit der Demokratie vereinbar.